# Claudia Szczesny-Friedmann
Claudia Szczesny-Friedmann (* 15. Januar 1953) ist eine deutsche Journalistin und Autorin.

## Leben
Szczesny-Friedmann ist die Tochter des Publizisten Gerhard Szczesny und der Dramaturgin Martha Meuffels; ihr Bruder ist der Künstler Stefan Szczesny. Sie studierte Psychologie, Soziologie und Philosophie. Anschließend arbeitete sie viele Jahre für die Redaktionen „Wissenschaft“ und „Kulturkritik“ des Bayerischen Rundfunks und veröffentlichte Sachbücher zum Thema „Psychologie“. Ihr Hauptinteresse gilt dabei der Evolutionspsychologie.
Szczesny-Friedmann lebt in München und ist mit dem Verleger Johannes Friedmann (Vorsitzender des Herausgeberrates der Süddeutschen Zeitung) verheiratet, mit dem sie einen Sohn hat.

## Veröffentlichungen (Auswahl)
Sachbücher
- Lohn der Angst: persönlichkeitsspezifische Voraussetzungen und antezedente Bedingungen risikosuchenden Verhaltens. Dissertation, München 1982
- Wenn die Seele krank ist. Wege der Psychotherapie. TR-Verlagsunion, München 1987
- Lieber allein? Im Sog der Single-Gesellschaft. Hrsg. vom Institut für Tiefenpsychologie und Philosophie. Kösel-Verlag, München 1991, ISBN 978-3-466-35148-0
- Die kühle Gesellschaft. Von der Unmöglichkeit der Nähe. Kösel, München 1991, ISBN 978-3-466-30312-0
- Die neue Großfamilie. Notlösung oder Zukunftsmodell. Rowohlt Verlag, Reinbek bei Hamburg 1996, ISBN 978-3-499-60105-7
- Du machst mich noch verrückt. Psychoterror in Beziehungen. Rowohlt, Reinbek bei Hamburg 1999, ISBN 978-3-499-60646-5
- Wie du mir. Zu Risiken und Nebenwirkungen im Umgang mit Menschen. Ein evolutionspsychologischer Ratgeber. Scoventa Verlag, Bad Vilbel 2009. ISBN 978-3-942073-01-1
- Taube oder Falke. Warum wir sind, wie wir sind – und was wir daran ändern können. Rowohlt-Taschenbuch-Verlag, Reinbek bei Hamburg 2012. ISBN 978-3-499-62782-8
- Gaslighting. Psychoterror in Beziehungen. Hörbuch gelesen von Katja Sallay. Wunderkind Audiobooks, Erlangen 2018. ISBN 978-3-96154-083-9

Belletristik
- Männer al dente. Roman. Droemer Knaur, München 1998, ISBN 978-3-426-65145-2 (unter dem Pseudonym Claudia Mann zusammen mit Claudia Kaufmann veröffentlicht)
- Was im Sommer geschah. Roman. Droemer Knaur, München 2001. ISBN 978-3-426-61675-8